# Кинешма
Кинешма (рус. Кинешма) град је у Русији у Ивановској области. То је други по величини град у овој области. Кинешма лежи око 400 километара североисточно од Москве, на реци Волги. Простире се пуних петнаест километара дуж Волге. Према попису становништва из 2010. у граду је живело 88.113 становника.
Град Кинешма постојао је најмање од 13. века. 1504. Иван III дао је Кинешму кнезу Феодору Белском, који је побегао у московску кнежевину. Касније Иван Грозни је дао Кинешму Ивану Петровичу Шујском, али је касније она поново враћена у царев посед.
У 16. и 17. веку становници Кинешме су се бавили риболовом. 1608. град су два пута разорили Пољаци. Као и други градови у том крају почео се бавити индустријом вуне у 19. веку. Киншма се развијала и захваљујући пристаништу на Волги.
Данас у граду постоји текстилна индустрија, као и прерада дрвета. Такође, ту је и хемијска индустрија а и даље је од значаја пристаниште на Волги.
Саборна црква у Кинешми посвећена је светом Тројству. Изграђена је између 1838. и 1845. као типична неокласицистичка грађевина. У граду постоји неколико цркава из 18. века.

## Становништво
Према прелиминарним подацима са пописа, у граду је 2010. живело 88.113 становника, 7.120 (7,48%) мање него 2002.
| 1939.  | 1959.  | 1970.  | 1979.   | 1989.   | 2002.  | 2010.  |
| ------ | ------ | ------ | ------- | ------- | ------ | ------ |
| 75.165 | 87.214 | 95.603 | 101.326 | 105.037 | 95.233 | 88.164 |

## Образовне институције
- Факултет московског института за машинство
- Испостава московског Универзитета индустрије

## Међународна сарадња
- Барановичи
- Гудаута
- Ванта